# Седиментология

## Същност
Седиментологията е клон на петрологията, изучаваща утайките, седиментните скали и седиментните полезни изкопаеми. Тя е по-широко обхватно понятие от седиментната петрология. На вниманието на седиментологията стои въпроса за произхода, транспорта, седиментацията и погребването+ на седиментния материал.
- Процесите на образуване на утайки и седиментните скали се свеждат до:[1]

Възникване на изходен материал чрез разрушаване на коренни скали (изветряне) или по друг начин (при вулканизъм или от космически материали);
Транспорт (миграция) на веществата с частична седиментация при пренасянето;
Седиментация във водна или въздушна среда, при което се формира утайката;
Превръщане на утайката в седиментна скала.
Съвкупността от тези процеси се нарича литогенеза. Процесите на литогенеза се отделят в 3 стадия:
- хипергенеза (изветряне);
- седиментогенеза – транспорт и седиментация.;
- диагенеза – превърщане на утайките в седиментни скали.

Съществуват още два стадия, които се отнасят към литогенезата, при които се извършват изменения във вече образуваната скала – катагенеза и метагенеза.

## Историческо развитие
Седиментологията води началото си от стратиграфията, но се приема за млада геоложка наука и като самостоятелна наука се обособява в началото на 20 век. Фактически изучаването на седиментните скали и съвременните утайки започва още през 18 век. Пръв френския седиментолог Реоньор (17 – 18 в.) публикува резултати от изследването на минералния състав на речни пясъци във връзка с тяхната златоносност.
Принос за развитието на руската седиментология има Ломоносов. В работата си „За земните пластове“ той обяснява произхода на въглищата и кехлибара. Той прави извод, че седиментните скали се образуват чрез утаяване в морски басейн, предполага непостоянство на бреговата линия и е един от основоположниците на актуалистичния метод. Първите по-значими работи по изучаването на седиментните скали са стариграфски и са насочени към определяне на формата на седиментните тела и на материалното им разпространение. Окончателното отделяне на учението за седиментните скали от стратиграфията се бележи от разработването, въвеждането и усъвършенстването на специални лабораторни методи за изследване на утайките и седиментните скали.
Класически са трудовете на Сорби относно структурата и произхода на варовиците и некарбонатните слоисти скали. Той пръв започва да изследва седиментните скали под микроскоп и се възприема като бащата на седиментологията.
Разцвета на геохимията като специална част от геоложките науки довежда до натрупване на факти и разработването на нови методи за седиментологията.
Владимир Вернадски изучава ролята на организмите за миграцията на елементите и поставя началото на биохимията. Ферсман въпросите за физикохимичните фактори на седиментонатрупването.

## Направления на седиметоложките изследвания
Седиментологичните изследвания се развиват в 3 направления:
- стадиен аспект (седиментологията се занимава с историята на седиментните скали). От момента на възникването на седиментационния материал, през етапите на утаяване и превръщане на утайките в седиментна скала, до изчезването и в резултат на хипергенеза или метаморфизъм;
- седиментационно-генетичен аспект – Поставя акцент върху първите стадии на седиментационния процес, разглежда факторите, механизмите и обстановките на седиментонатрупване и е естествено свързан с фациално-генетичния анализ;
- исторически аспект – изучава еволюцията и периодичността на седиментното скалообразуване през цялата история на Земята.

## Проблеми и задачи на седиментологията
Основните задачи на седиментологията са свързани с разрешаването на следните проблеми:
- изучаване на веществения състав (минерален и химичен) и строежа на седиментните скали (структури и текстури);
- развитие на генетичното направление с цел разработването на глобална корелация на геоложките процеси от системата океан-континент;
- изучаването на съвременните утайки и седиментни скали, изграждащи дъното на световния океан, изменението на химичния и минералния състав на дънните тини, скоростта на седиментация и състава на веществата в океанската вода;
- развитие на теорията за типовете литогенеза, характеристика на диагенетичните и катагенетичните процеси, изследване на значението на климата при образуването на океанските утайки и др.;
- задълбочаване изследванията върху седиментните полезни изкопаеми на базата на литофациалния и палеогеографския анализ;
- усъвършенстване на методологията, включително методите на математическата статистика и развитието на експериментално моделиране на физичните и физико-химичните седиментационни процеси.

## Връзка на седиментологията с другите науки
Седиментологията не е изолирана от другите науки и развитието и би било невъзможно без фундаменталото геоложко познание и науките: кристалография, минералогия, палеонтология, геохимия, петрография, геотектоника, полезни изкопаеми, исторична и морска геология и др.
Зависи от географските науки – физическа география, климатология и др.
Също от биологичните, физико-математическите, техическите науки и определени отрасли от промишлеността – енергетика, металургия и др.